# 芬肯塔尔
芬肯塔尔是德国梅克伦堡-前波莫瑞州的一个市镇。总面积20.23平方公里，总人口305人，其中男性157人，女性148人（2011年12月31日），人口密度15人/平方公里。